# Maciej Giertych

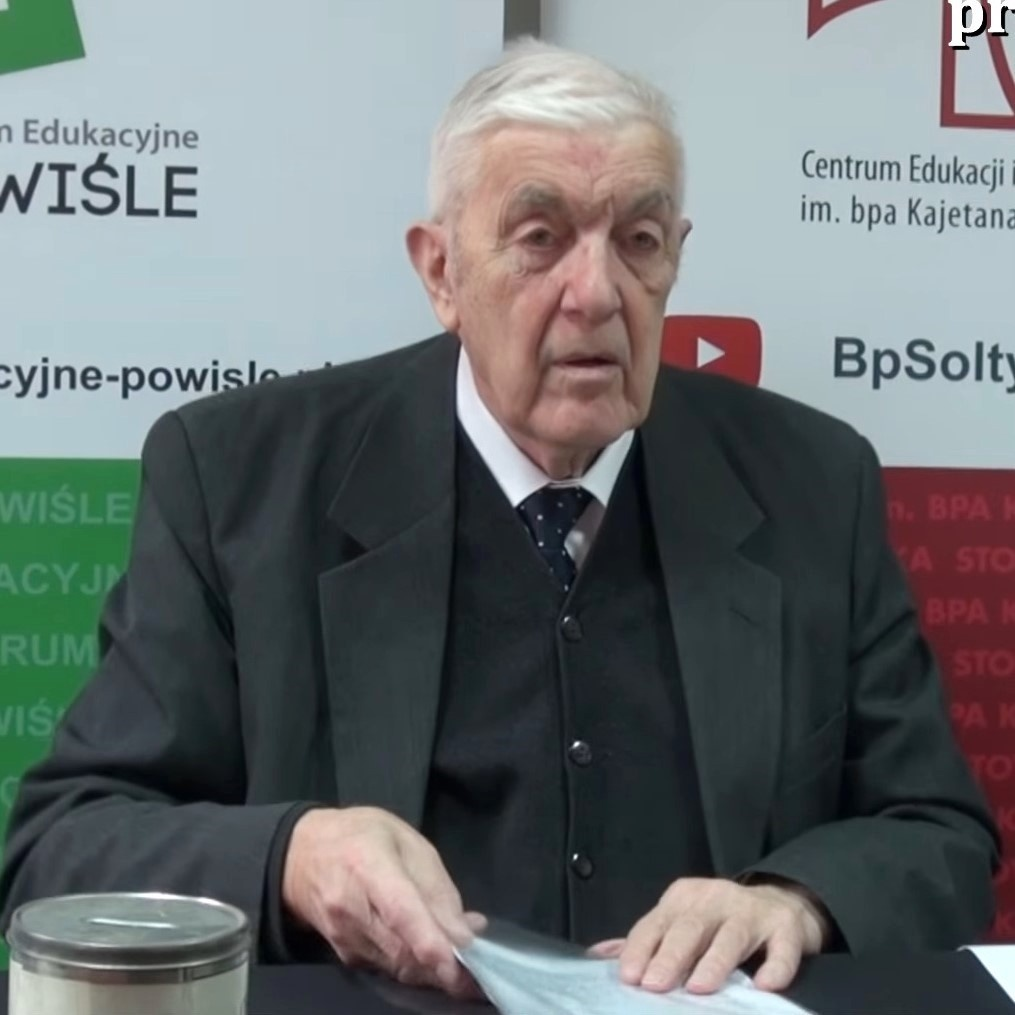
Maciej Giertych

Maciej Marian Giertych, född 24 mars 1936, Warszawa, är en polsk dendrolog och politiker, sedan 1964 gift med Antonina Giertych (född Jachnik). Tillsammans har de sonen Roman Giertych.
Giertych föddes i Warszawa i en familj av kända katolska nationalistpolitiker.
Hans far var Jędrzej Giertych och farfadern hette Franciszek Giertych.
Vid andra världskrigets slut lämnade familjen Polen och reste till den Brittiska ockupationszonen i Tyskland, varifrån man senare tog sig till Storbritannien.
Här gick Giertych färdigt skolan och började 1954 studera vid Oxfords universitet där han kom att ta kandidatexamen i skogsbruk. 1962 blev Giertych filosofie doktor vid universitetet i Toronto och återvände samma år till Polen och det dendrologiska institutet vid Polska vetenskapsakademien i Kórnik.
Under 1960- och 70-talen genomförde Giertych mycken skogsbruksforskning och publicerade över 200 skrifter inom området. 1976 började han föreläsa vid Nicolaus Copernicus-universitetet i Toruń, 1981 tilldelades Giertych en biträdande professur och 1990 utnämndes han till professor.
1986 utsågs Giertych till medlem av det rådgivande råd som Wojciech Jaruzelski, inspirerad av Michail Gorbatjov, instiftade för genomförande av politiska reformer.
1989 var Giertych med om att återintroducera det förbjudna exilpartiet Polens nationella parti, ett av de partier som 2001 gick samman och bildade Polska familjeförbundet (LPR).
Det sistnämnda året invaldes Giertych i sejmen som representant för LPR och 2004 blev han  EU-parlamentarikersledamot för samma parti.
2005 nominerade LPR Giertych till sin kandidat i det polska presidentvalet.
Maciej Giertych var tidigare anhängare av darwinismen men har senare lämnat denna och är numera hedersmedlem av den kreationistiska organisationen Daylight Origins Society i vars tidskrift han även medverkat.
Den 11 oktober 2006 tog Giertych initiativ till ett kreationistiskt seminarium i EU-parlamentet kring sin egen skrift, “Teaching on evolution in European schools". 
Giertych motsatte sig det polska EU-inträdet och Polens ratificerande av Lissabonfördraget.